# Achatinella elegans
Achatinella elegans foi uma espécie de gastrópodes da família Achatinellidae.
Foi endémica de Oahu, no Havaí.